# Pionerski (Chanten und Mansen)
Pionerski (russisch Пионе́рский) ist eine Siedlung städtischen Typs im westsibirischen Autonomen Kreis der Chanten und Mansen/Jugra (Russland) mit 5390 Einwohnern (Stand 14. Oktober 2010).

## Geographie
Die Siedlung liegt im Westsibirischen Tiefland etwa 333 Kilometer Luftlinie westlich des Verwaltungszentrums des Autonomen Kreises Chanty-Mansijsk. Pionerski grenzt im Westen an die Siedlung städtischen Typs Malinowski. 
Im Südwesten der Siedlung verläuft der Fluss Etja (Етья, auch Ейтья/Eitja genannt) von Nordwesten kommend in Richtung Süden. Die nächstgelegene Stadt Jugorsk befindet sich 28 Kilometer nordöstlich.
Administrativ gehört Pionerski zum Sowetski rajon.  Zudem ist es Verwaltungssitz und einziger bewohnter Ort der gleichnamigen Stadtgemeinde Gorodskoje posselenije Pionerski (Городское поселение Пионерский).

## Geschichte
Die Siedlung entstand im Zuge der sich entwickelnden Forst- und Holzwirtschaft in Westsibirien. Zur Erschließung der Gebiete wurde Anfang der 1960er Jahre mit dem Bau der Eisenbahnstrecke Iwdel – Priobje begonnen. An der Strecke entstanden mehrere Arbeitssiedlungen für die sich entwickelnde Holzindustrie. Mit dem Beschluss des Deputiertenrates der Oblast Tjumen vom 18. Juli 1961 wurde eine am Fluss Etja gelegene Arbeitssiedlung Pionerski benannt. Zugleich wurde der Dorfsowjet Pionerski (Пионерский сельский Совет) geschaffen, zu dem neben Pionerski auch die Siedlung Komsomolski (Комсомольский) gehörte. Das Datum des Beschlusses markiert das Gründungsjahr des heutigen Ortes.
Die schnell wachsende Siedlung erhielt bereits am 16. Mai 1963 den Status einer Siedlung städtischen Typs. Neben Wohnhäusern, administrativen Gebäuden sowie einem Krankenhaus entstanden in den 1960er Jahren auch zwei Forstbetriebe und eine Ziegelei.
Seit 1968 gehört die Siedlung zum neu geschaffenen Rajon Sowetski. Ein Jahr später wurde die Eisenbahnstrecke Iwdel – Priobje (Name der Bahnstation in Pionerski: Aljajewo (Алябьево)) fertiggestellt.

### Bevölkerungsentwicklung
| Jahr | Einwohner |
| ---- | --------- |
| 1970 | 5043      |
| 1979 | 5884      |
| 1989 | 6787      |
| 2002 | 5245      |
| 2010 | 5390      |

Anmerkung: Volkszählungsdaten

## Kultur und Sehenswürdigkeiten
Der Ort verfügt über ein Kulturhaus, eine Bibliothek, einen Sportkomplex mit Hockeyplatz sowie ein Stadion.
In Pionerski steht die 2015 eröffnete orthodoxe Kirche Aller Russischen Heiligen (Собор всех святых, в земле Русской просиявших).

## Wirtschaft und Infrastruktur
Der wichtigste Wirtschaftszweig des Ortes ist die Holzindustrie.
In Pionerski gibt es den Bahnhof Aljajewo an der Eisenbahnstrecke Iwdel – Priobje. Es besteht eine Regionalstraßenverbindung nach Iwdel und Jugorsk.